# Verveln, Östergötland
Verveln är en sjö i Kinda kommun i Östergötland och ingår i Motala ströms huvudavrinningsområde. Sjön har en area på 3,75 kvadratkilometer och ligger 138,3 meter över havet. Sjön avvattnas av vattendraget Vervelån.

## Delavrinningsområde
Verveln ingår i det delavrinningsområde (641788-148992) som SMHI kallar för Utloppet av Verveln. Medelhöjden är 165 meter över havet och ytan är 21,45 kvadratkilometer. Det finns ett avrinningsområde uppströms, och räknas det in blir den ackumulerade arean 34,61 kvadratkilometer. Vervelån som avvattnar avrinningsområdet har biflödesordning 3, vilket innebär att vattnet flödar genom totalt 3 vattendrag innan det når havet efter 196 kilometer. Avrinningsområdet består mestadels av skog (72 procent). Avrinningsområdet har 4,36 kvadratkilometer vattenytor vilket ger det en sjöprocent på 20,3 procent.